# Жан де Шулемберг
Жан де Шулемберг (фр. Jean de Schulemberg; 1597 — 25 березня 1671) — військовий та державний діяч Французького королівства, маршал, 1-й граф Мондежо.

## Життєпис
Походив з пофранцуженого бранденбурзького шляхетського роду Шулембергів. Син Жана де Шулемберга, сеньйора Мондежо, та Анни де Аверхул. Народився 1597 року в замку Гінкур. Виховувався у кальвіністському дусі. 1608 року втратив батька. Здобув освіту в Академії Седану.
Розпочав службу в 1614 році корнетом у війську Генріха де ла Тур д'Овернь, князя Седана і герцога Бульйону. Того ж року звитяжив під час облоги Верчеллі. 1615 року призначено капітаном легкої кінноти. 1618 року поступив на службу до Фрідріха Пфальцького, що став королем Богемії. Брав участь у битві біля Білої гори 1620 року.
1621 року повернувся до Франції. Перейшов до католицтва. Брав участь в облогах Сан-Жан-д'Анджелі та Монтобан, які обороняли гугеноти. Після цього знову брав участь у бойових діях в Німеччині, зокрема протягом 14 місяців керував обороною Кобленцу.
У 1627—1628 роках брав участь в облозі Ла-Рошелі. Потім був учасником бойових дій Війни за мантуанську спадщину. Командував військами в Беррі 1637 року відзначився під час облоги Ерменштайну. Брав участь у військовій кампанії у Фландрії. Опікувався обороною Артуа від іспанців. 1639 року відзначився при облозі Едену, за що отримав звання табірного каршала (на кшталт генерал-майора). 1649 року значною мірою сприяв перемозі французького війська під час форсування Шельди.
1650 року призначено генерал-лейтенантом королівського війська у Фландрії. 1652 року призначено очільником оборони Аррасу. 1654 року успішно захищав це місто від іспанців на чолі з Людовиком де Конде. За це отримав титул графа де Мондежо. 1658 року отримав звання маршала Франції.
1664 року пішов у відставку. Наступні роки займався відновленням родинного замку Мондежо та власними господарствами. Помер 1671 року.

## Родина
Дружина — Мадлен де Руре де Форсвіл.
Дітей не було.